# 圓山公園 (京都府)
圓山公園（日语：／）是位在京都府京都市東山區的公園。被指定為國之名勝。公園隣接東山、八坂神社、高台寺、知恩院等。以「祇園枝垂櫻」作為代表的櫻之名所。
原本是八坂神社的境內之一部。園內的回遊式日本庭園是小川治兵衛作庭，還有野外音樂堂、坂本龍馬和中岡慎太郎的銅像。圓山公園的枝垂櫻品種是「一重白彼岸枝垂櫻」（ひとえしろひがんしだれざくら），現在種植的是第2代。

## 關連項目
- 京都・東山花灯路

## 外部連結
- 圓山公園／京都市建設局綠地管理課

35°0′12.2″N 135°46′53.2″E / 35.003389°N 135.781444°E